# Ekotoksyna
Ekotoksyna – substancja lub czynnik mająca szkodliwy wpływ na środowisko naturalne.
Głównymi przyczynami obecności ekotoksyn w środowisku są: przemysł, chemizacja rolnictwa czy czynniki związane z rozwojem cywilizacyjnym, takie jak silne pola elektromagnetyczne występujące w pobliżu linii przesyłowych oraz hałas. Naturalnymi źródłami są między innymi erupcje wulkanów, które emitują duże ilości związków siarki, chloru oraz pyłu. 
Substancje wprowadzane do środowiska przez działalność człowieka to na przykład: pył, dwutlenek siarki, WWA, metale ciężkie, nawozy i pestycydy. Najtrwalsze substancje organiczne zagrażające środowisku zostały ujęte w Konwencji sztokholmskiej w sprawie trwałych zanieczyszczeń organicznych.

## Zagrożenie ekotoksynami w Polsce
Substancje najbardziej zagrażające środowisku w Polsce:
- dwutlenek siarki,
- pył,
- WWA,
- tlenki azotu,
- fluor i jego związki.

Największe zagrożenie występuje w rejonie GOP.